# Élisabeth Leseur

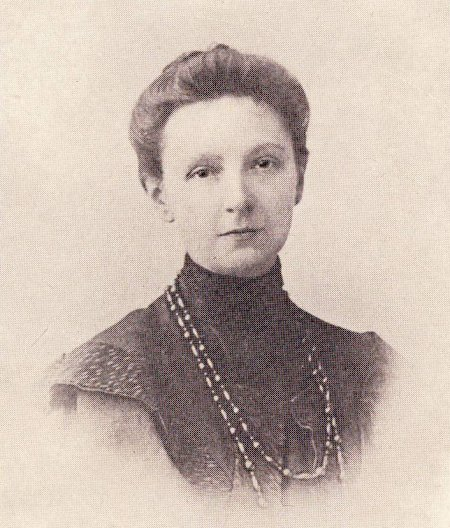
Élisabeth Leseur

Élisabeth Leseur (Parigi, 16 ottobre 1866 – Parigi, 3 maggio 1914) è stata una mistica francese.

## Biografia
Élisabeth, all'anagrafe Pauline Élisabeth Arrighi, era la primogenita dei cinque figli di Antoine Arrighi, avvocato, e di Gatienne Picard, ed ebbe una solida educazione cristiana. Il 31 luglio 1889 sposò Félix Leseur (1861-1950), medico e ateo militante. Le idee del marito la influenzarono, spingendola verso l'agnosticismo ma, a 32 anni, tornò alla fede: da quel momento iniziò a pregare per la conversione del marito, cominciando a tenere segretamente un diario spirituale.
Si dedicava alla lettura e alla preghiera, senza trascurare l'apostolato intellettuale e quello legato alla carità. Nel 1903 padre Giuseppe Hébert, domenicano, divenne il suo direttore spirituale. Nello stesso anno, il 22 aprile, consacrò la sua vita a Dio nella basilica di San Pietro a Roma. Le sofferenze fisiche che avevano accompagnato la sua vita si accentuarono a partire dal 1907; nel 1911 fu costretta a letto da un tumore maligno, a causa del quale morì il 3 maggio 1914.

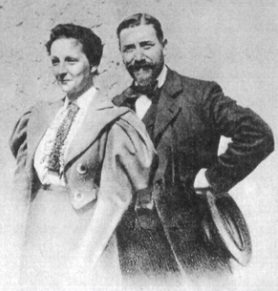
Élisabeth e Félix Leseur

Dopo la sua morte il marito venne a conoscenza del diario di Élisabeth e della sua vita spirituale: cominciò in lui una profonda trasformazione interiore che sfociò nella conversione, avvenuta nel 1915 nella grotta del santuario di Lourdes. Il dottor Leseur pubblicò gli scritti spirituali della moglie, a partire dal diario "Journal et pensées pour chaque jour" (Diario e pensieri per ogni giorno).
Nel 1919, come profetizzato dalla moglie, divenne novizio domenicano, e infine fu ordinato sacerdote nel 1923, assumendo il nome di Marie-Albert. Padre Leseur dedicò il resto della sua vita principalmente alla divulgazione degli scritti della moglie.

## Spiritualità
La spiritualità di Élisabeth Leseur può essere ben compresa dai suoi scritti, in particolare il diario spirituale. Un punto importante è legato alla considerazione del matrimonio sacramentale come percorso di santificazione, possibile nonostante le differenze ideologiche e le inevitabili difficoltà quotidiane.
Incoraggiata dal direttore spirituale, operava il suo apostolato laico nell'ambiente familiare e nella cerchia sociale, prevalentemente ostile al cattolicesimo, agendo con discrezione e tolleranza e approfondendo gli insegnamenti della dottrina cattolica per non trovarsi impreparata di fronte a domande e obiezioni.
La sua religiosità, oltre che nella partecipazione ai sacramenti, trovava alimento ed espressione nella preghiera e nella meditazione, nella lettura e negli scritti, inoltre nell'esercizio pratico della carità nonostante la sua salute precaria, come nel caso dell'assistenza alla sorella Juliette, malata di tubercolosi. Fonti di ispirazione furono in particolare san Francesco di Sales e santa Teresa di Lisieux, il primo con la sua "Introduzione alla vita devota", la seconda con la sua "piccola via".

## La causa di canonizzazione
L'8 aprile 1936 l'arcivescovo di Parigi, su iniziativa di Felix Leseur e dell'Ordine dei frati predicatori, aprì la causa di beatificazione di Elisabeth Leseur, avendo ottenuto il consenso dalla Congregazione per la dottrina della fede. In questo modo Elizabeth ottenne il titolo di Serva di Dio. Dopo un periodo di stasi, la causa è stata riaperta il 1º giugno 1990.

## Opere
- Journal et Pensées de chaque jour (Diario e pensieri per ogni giorno), Parigi, 1917
- Lettres sur la souffrance (Lettere sulla sofferenza), Parigi, 1921
- Lettres à des incroyants (Lettere agli increduli), Tours, 1923
- La vie spirituelle (La vita spirituale), Parigi, 1919